# František Čech (režisér)

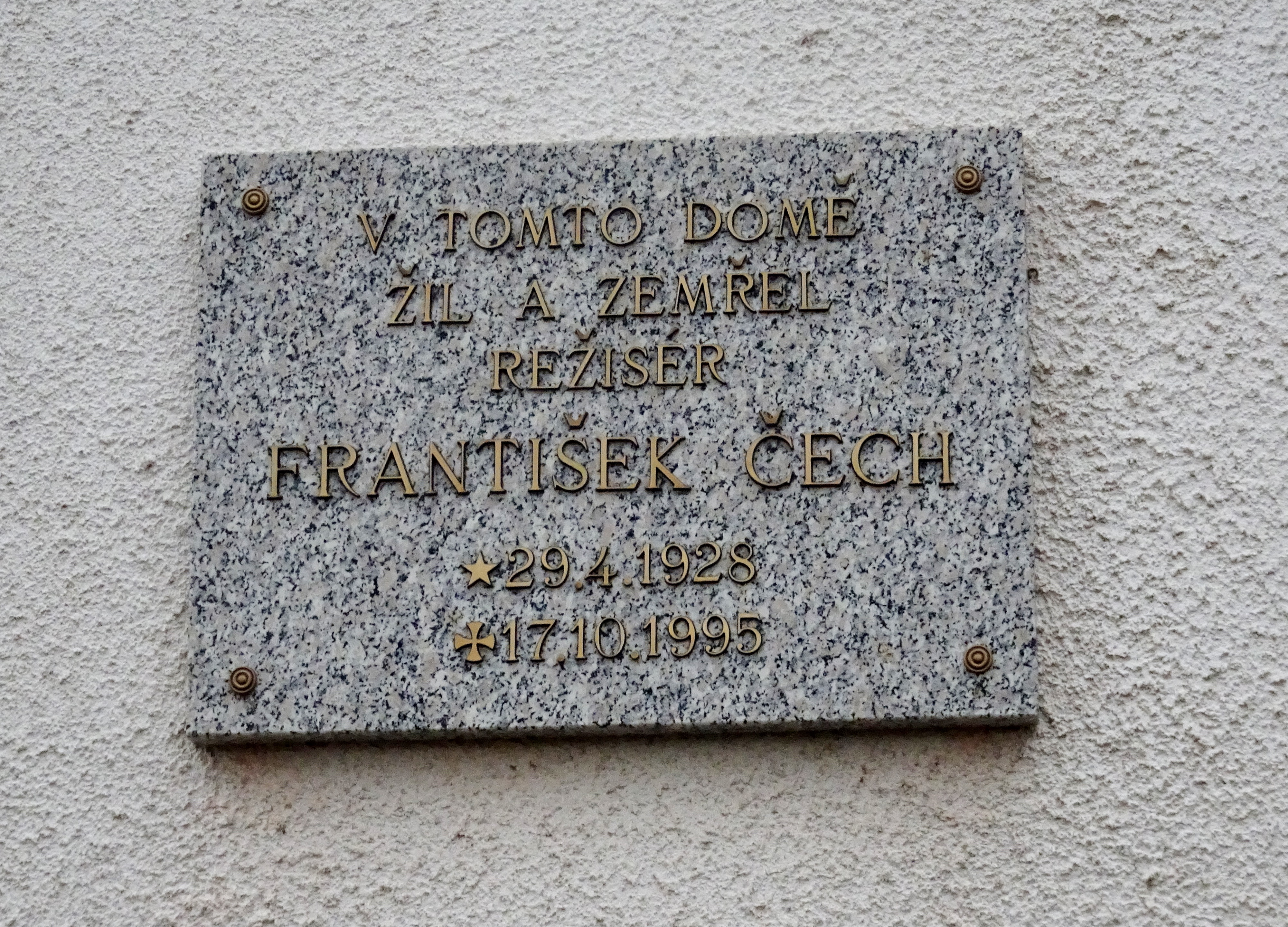
Veselí nad Moravou, pamětní deska Čech

František Čech (29. dubna 1928 Veselí nad Moravou – 17. října 1995 Veselí nad Moravou) byl divadelní režisér a politický vězeň. 
Působil v divadlech v Těšíně, Uherském Hradišti, Příbrami a Ostravě. Byl prvním režisérem v Divadle Na zábradlí. Na jeho rodný dům byla připevněna pamětní deska.